# XAML
XAML (англ. eXtensible Application Markup Language) — декларативна мова розмітки. З точки зору моделі програмування .NET Framework мова XAML спрощує створення користувацького інтерфейсу для програми .NET Framework. Можна створити видимі елементи інтерфейсу користувача в декларативній розмітці XAML, а потім відокремити визначення користувача інтерфейсу від логіки часу виконання, використовуючи файли коду програмної частини, приєднані до розмітки за допомогою визначень поділюваних класів. Мова XAML безпосередньо представляє створення екземплярів об'єктів в конкретному наборі резервних типів, визначених у збірках. У цьому полягає її відмінність від більшості інших мов розмітки, які, як правило, є інтерпретованими мовами без прямого зв'язку з системою резервних типів. Мова XAML забезпечує робочий процес, що дозволяє декільком учасникам розробляти користувацький інтерфейс і логіку програми, використовуючи потенційно різні засоби.
При поданні у вигляді тексту файли XAML є XML-файлами, які зазвичай мають розширення .xaml. Файли можна зберігати в будь-якому кодуванні, що підтримує XML, але зазвичай використовується кодування UTF-8.